# Qaisumah
Qaisumah est une localité située à proximité de la ville de Hafar Al-Batin dans la province d'Ach-Charqiya en Arabie saoudite.
Le climat est de type climat de steppe, avec une moyenne de 267 mm de pluie par an et des températures pouvant aller jusqu'à 43,8 °C en été.
La localité a donné son nom à l'aéroport de Qaisumah situé à proximité.
C'est le point de départ de l'Oléoduc trans-arabe qui va jusqu'au Liban.